# رمزی آیدین جونتورک
رمزی آیدین جونتورک (ترکی استانبولی: Remzi Aydın Jöntürk; ۱۵ سپتامبر ۱۹۳۶ – ۲ سپتامبر ۱۹۸۷) کارگردان فیلم، فیلم‌نامه‌نویس، و هنرپیشه اهل ترکیه بود. وی بین سال‌های ۱۹۶۰ تا ۱۹۸۷ میلادی فعالیت می‌کرد.